# Otholobium fruticans
Otholobium fruticans là một loài thực vật có hoa trong họ Đậu. Loài này được (L.) C.H.Stirt. miêu tả khoa học đầu tiên.